# Zespół klasztorny franciszkanów w Wodzisławiu Śląskim
Zespół klasztorny franciszkanów w Wodzisławiu Śląskim – zabytkowy zespół klasztorny zakonu franciszkanów założony przez księcia opolsko-raciborskiego Władysława, składający się z gotyckiego kościoła Świętej Trójcy oraz barokowego budynku klasztornego.

## Klasztor franciszkanów 1257-1810
Zabytkowy gotycko-barokowy konwent franciszkański powstał w 1257 roku, wraz z lokacją miasta. Z odkrytej i opublikowanej pod koniec ubiegłego stulecia przez Rudolfa Hirscha informacji wynika że „Bracia Mniejsi uzyskali konwent i mieszkanie w Wodzisławiu na Śląsku” właśnie w 1257 r. Klasztor wzniesiono przy ulicy Minorytów, nieopodal północno-zachodniej części wodzisławskiego rynku, do roku 1810 stanowił nieodłączny element średniowiecznego i nowożytnego życia Wodzisławia. W początkach istnienia być może budynki były drewniane a po pierwszym wielkim pożarze Wodzisławia (około 1280-1290 r.) mogły być już murowane jako jedne z pierwszych w mieście. Źródła wspominają o konwencie min. w 1257 r. i 1340 r. W XIV wieku wzniesiono nowy duży murowany kościół klasztorny pw. Św. Trójcy. W 2015 r. wysunięto hipotezę, że fundatorem świątyni mogła być Konstancja wodzisławska. Kościół ten istnieje do dziś i jest jednym z najstarszych na Górnym Śląsku. W XVII wieku wzniesiono obok kościoła nowy budynek klasztoru wraz z obszernym dziedzińcem. Na podstawie obecnego wyglądu wiemy, że pierwotnie była to świątynia orientowana, jednonawowa o trójprzęsłowym prezbiterium, zamknięte trzema ścianami ośmioboku. Prezbiterium a może i nawa sklepione były krzyżowo-żebrowo. Cały zaś budynek nakrywał wysoki dwuspadowy zapewne dach zamknięty od strony zachodniej wydatnym szczytem. Naroża świątyni do której budowy użyto kamienia łamanego i cegły wsparte zostały ukośnie ustawionymi przyporami. Prawdopodobnie pierwszą poważną przebudowę kościoła przeprowadzono w XVIII w. po pożarze świątyni. Świątynia ucierpiała ponownie podczas wielkiego pożaru Wodzisławia w 1822 r.

## Sekularyzacja klasztoru i lata późniejsze
W 1810 r. klasztor (tak jak wszystkie klasztory w ówczesnym państwie pruskim) został skasowany, a pozostałe po nim budynki przejęło miasto. W 1830 r. kościół sprzedano parafii ewangelickiej w Wodzisławiu Śl. Aż do II wojny światowej obiekt stopniowo niszczał, nie zdecydowano się jednak na jego gruntowny remont, dlatego m.in. świątynia została niemal całkowicie zniszczona podczas II wojny światowej. Jej odbudowa trwała przez 10 lat, od 1953 r. do 1963 r. Obecnie budynek kościoła pw. Św. Trójcy należy do parafii Ewangelicko-Augsburskiej w Wodzisławiu Śląskim a w drugim budynku poklasztornym znajduje się Sąd Rejonowy w Wodzisławiu Śl.

## Czasy obecne
Jesienią 2007 r. wymieniono dach w budynkach klasztoru i kościoła oraz prowadzono badania archeologiczne.
Zabytkowy budynek kościoła nadal wymagał pilnego remontu, nieliczna wspólnota ewangelicka potrzebowała jednak pomocy mieszkańców miasta.
W latach 2008–2011 budynek kościoła św. Trójcy gruntownie zmodernizowano. W 2010 r. sprowadzono zabytkową ambonę i ołtarz z XIX w. Neogotycki, drewniany, z obrazem „Wniebowstąpienie Pańskie” (namalowany prawdopodobnie w 1874 r. przez Augusta Bertelmanna). Ołtarz sprowadzono w lipcu 2010 r. po trzyletnich staraniach ze zniszczonego kościoła luterańskiego w Stawiszynie koło Kalisza. 
Obecnie Zespół poklasztorny franciszkanów jest jednym z najcenniejszych tego typu obiektów w województwie śląskim.